# A boldogság nyomában
A boldogság nyomában (The Pursuit of Happyness) egy 2006-os, Oscar-díjra jelölt amerikai filmdráma, mely 2006. december 15-én került az amerikai mozikba, Magyarországon pedig 2007. február 15-én mutatta be az InterCom. 
A film Christopher Gardner igaz történetét dolgozza fel, egy családapáét, aki mindent megtesz, hogy egyenesbe hozza a dolgokat és eltartsa kisfiát. A főszerepben Will Smith látható, Gardner fiát pedig Smith valódi gyermeke, Jaden Christopher Syre Smith játssza, akinek ez az első moziszerepe. A film Gabriele Muccino olasz rendező angol nyelvű debütje.

## Szereplők
| Szerep                   | Színész                   | Szinkronhang    |
| ------------------------ | ------------------------- | --------------- |
| Chris Gardner            | Will Smith                | Kálid Artúr     |
| Christopher              | Jaden Smith               | Penke Bence     |
| Linda                    | Thandiwe Newton           | Németh Borbála  |
| Jay Twistle              | Brian Howe                | Bezerédi Zoltán |
| Martin Frohm             | James Karen               | Szersén Gyula   |
| Alan Frakesh             | Dan Castellaneta          | Végh Péter      |
| Walter Ribbon            | Kurt Fuller               | Faragó József   |
| Mrs. Chu                 | Takayo Fischer            | Réti Szilvia    |
| A világ legjobb apukája  | Kevin West                | Katona Zoltán   |
| Kínai munkás             | George Cheung             | Botár Endre     |
| Orvos a kórházban        | David Michael Silverman   | Kapácsy Miklós  |
| Tim Ribbon               | Domenic Bove              |                 |
| Ferrari-tulajdonos       | Geoff Callan              | Haagen Imre     |
| Hippi lány               | Joyful Raven              |                 |
| Tim Brophy               | Scott Klace               | Jantyik Csaba   |
| Buszsofőr                | Rashida Clendening        |                 |
| Orvos                    | Eric Schniewind           |                 |
| Orvos                    | Peter Fitzsimmons         |                 |
| Roy, az öreg szomszéd    | Maurice Sherbanee         | Botár Endre     |
| Taxisofőr                | Zuhair Haddad             | Tóth Zoltán     |
| Rendőrségi hivatalnok    | George Maguire            | Maróti Gábor    |
| Dolgozó a menhelyen      | Esther Scott              | Bókai Mária     |
| Dolgozó a menhelyen      | Tina D'Elia               | Téglás Judit    |
| Stréber gyakornok        | Kevin Crook               | Magyar Bálint   |
| Fizető pénztáros         | Arbin C. Kumar            | Haagen Imre     |
| Ribbon recepciósa        | Abigail Van Alyn          | Hirling Judit   |
| Moteltulajdonos          | Rocky LaRochelle          | Kardos Gábor    |
| Házmester                | Victor Raider-Wexler      | Gruber Hugó     |
| Wayne                    | Mark Christopher Lawrence | Faragó András   |
| Dr. Don Florio           | Edward Donlin             |                 |
| Eladó                    | Amir Talai                | Kapácsy Miklós  |
| Dr. Strauk               | Stu Klitsner              | Uri István      |
| Önmaga (archív felvétel) | Ronald Reagan             | Szokolay Ottó   |

## Produkciós jegyzetek és fogadtatás
Thandiwe Newton és Dan Castellaneta szintén szerepel a filmben, előbbi mint Gardner felesége. Smith ragaszkodott hozzá, hogy az olasz Gabriele Muccino rendezze a filmet, mivel a színész tetszését elnyerte Muccino korábbi filmjeinek stílusa.
A filmben valódi hajléktalanok is láthatók, illetve igazi templomi tagok és látogatók statisztálnak egyes jelenetekben. A templomi kórus és zenekar, a Glide Ensemble és a John Turk Change Band szintén önmagát alakítja. A Glide Ensemble szólóénekesei és a zenekar professzionális előadók.
A boldogság nyomában vegyes fogadtatásra talált kritikusi körökben, 66%-os értékelést begyűjtve a Rotten Tomatoes oldalán, noha Michael Medved négy csillagot adott neki a négyből, mondván, „…még a legmegfáradtabb mozilátogatók közt sem akadhat olyan, aki ellen tud állni a film emocionális erejének a rendkívül inspiráló üzenettel, ami a szeretet engesztelhetetlen erejét és az elhatározást hordozza.” Jaden Smitht számos dicsérő szóval illették „természetes, visszafogott jelenlétéért”, ami „egyszerre meglepő és megindító”. A film első helyen startolt az észak-amerikai mozik bevételi listáján 26,9 millió dollárt gyűjtve nyitóhétvégéjén, megelőzve olyan sikervárományos produkciókat, mint az Eragon és a Malac a pácban. Ez Will Smith hatodik #1 debütje zsinórban. A boldogság nyomában március közepéig 163 millió dollárt hozott csak hazájában.
Sloan Freer, az angol Radio Times egyik szabadúszó filmkritikusa  5-ből 3 csillagra értékelte az alkotást (ahol a 3 a jót, az 5 a kiválót jelenti), a színészi alakításokat méltatva úgy vélekedett, hogy valójában a filmet kívülálló szemlélőként nézni szívszaggató élmény, mert Smith karakterének minden szenvedése egy „oly jó emberrel” történik. A kritika arra a végső megállapításra jut, hogy a hibátlan írás és kivitelezés ellenére a film végigüléséhez kicsit kevesebb gyötrődés kellett volna, mivel Gardner életének érdessége nyilvánvaló akaratereje megidéződésével érezhető át igazán.

## Érdekességek
- A kockakirakás két bajnokát, Tyson Maót és Toby Maót kérték fel konzultánsként, hogy megtanítsák Will Smithnek, hogyan rakja ki a Rubik-kockát két perc alatt.
- A Kaliforniába jöttem egyik epizódjában Will Smith karaktere azzal hívta fel a Princeton Egyetem toborzóját, hogy gyorsan kirakta a Rubik-kockát. Smitht mindig is érdekelte az időre történő kockakirakás, és tovább folytatja a gyakorlást.[forrás?]
- Will Smith ténylegesen bajszot növesztett a filmszerephez.
- Dan Castellaneta, aki Homer Simpson hangját szolgáltatja A Simpson család eredeti változatában, a filmben Gardner (Smith) egyik felettesét alakítja, aki egy alkalommal arra kéri őt, hozzon neki fánkot. Ez utalás Castellaneta szerepére az animációs sorozatban, mivel ott Homer is nagy fánkkedvelő.
- Tyler MacNiven, a The Amazing Race című tévéműsor egyik résztvevője megjelenik a filmben egy nem feltüntetett szerepben: ő az a hippi, akitől a buszon Gardner visszaveszi a korábban ellopott csontsűrűség-szkennert.
- A film legvégén feltűnik egy pillanatra az igazi Christoper Gardner, mikor elsétál a kamera és Smith között, és utóbbi rá is pillant a válla fölött.
- A film folyamán Will Smith karaktere gyakran utazik a BART-rendszeren (San Francisco környéki gyorsföldalatti), és bár a vonathálózat 1972. szeptember 11-én nyílt meg a lakosság számára, még nem volt teljesen kész olyan formában 1981-ben, mint ahogy azt a film mutatja.

## Eltérések a film és a valóság között
- Linda sosem létezett. A filmben ő Gardner két korábbi feleségének összegyúrása.
- Chris Jr. csupán kétéves volt, mikor a film cselekménye történt. Az Oprah-ban adott interjújában elmondta, nem képes felidézni gyermekkorának azt a szakaszát. Csak arra emlékszik, hogy apja mindig ott volt mellette.
- A Rubik-kockás eset nem történt meg. Smith állt elő az ötlettel, mert mindig is foglalkoztatta ez a tárgy.
- Chris Gardnernek nem volt aktatáskája; minden holmiját az éppen kéznél levő műanyag zsacskókban tartotta.
- Gardner a tőzsdei gyakornokságért kapott fizetést, egészen pontosan 1000 dollár havi illetményt.
- 10 napot töltött börtönben a parkolócédulák kifizetésének elmulasztásáért, tehát jóval többet, mint a filmben.
- A munkát végül a Bear Stearns befektetési bank, illetve tőzsdeipari cégnél kezdte meg.
- Alkalmanként az éjszakát az irodaasztala alatt töltötte, ha a hajléktalanszállók megteltek.
- A filmben Gardner azt állítja, louisianai, azonban valójában a Wisconsin állambeli Milwaukee-ből való. Ugyanakkor, Gardner könyve említi, hogy akkortájt édesapja Louisianában lakott.

## Díjak és jelentősebb jelölések
- Oscar-díj
  - jelölés: legjobb férfi főszereplő (Will Smith)
- Golden Globe-díj
  - jelölés: legjobb férfi főszereplő – dráma (Will Smith)
  - jelölés: legjobb betétdal (A Father's Way)
- Capri, Hollywood
  - díj: az év filmje
- Image Awards
  - díj: legjobb film